# Gitarrsolo

Animation som demonstrerar utförandet av så kallad sweep-picking.

Gitarrsolo är en musikterm som syftar på att framföra solo på gitarr. Numera, särskilt under 1980-talet, förknippas gitarrsolo många gånger med solo på elgitarr inom hårdrock och heavy metal. Gitarrsolot spelar en central roll i många hårdrockslåtar.
Sedan slutet av 1990-talet har gitarrsolot spelat allt mindre roll inom pop, men dess betydelse kvarstår i blues, jazz och rock.

## Exempel på kända låtar med gitarrsolon
- Back in Black – AC/DC (gitarrist: Angus Young)
- Comfortably Numb – Pink Floyd (gitarrist: David Gilmour)
- Crazy Train – Ozzy Osbourne (gitarrist: Randy Rhoads)
- Eruption – Van Halen (gitarrist: Eddie Van Halen)
- Free Bird – Lynyrd Skynyrd (gitarrist: Allen Collins, Gary Rossington)
- Hotel California – The Eagles (gitarrist: Don Felder, Joe Walsh)
- One – Metallica (gitarrist: Kirk Hammett)
- Sweet Child o' Mine – Guns N' Roses (gitarrist: Slash)
- Stairway to Heaven – Led Zeppelin (gitarrist: Jimmy Page)
- Voodoo Child – Jimi Hendrix
- While My Guitar Gently Weeps-The Beatles (gitarrist: Eric Clapton)